# Aut Caesar, aut nihil
Aut Caesar, aut nihil (in italiano o Cesare, o nulla) è una locuzione latina, nota soprattutto per essere stata il motto di Cesare Borgia e di Ladislao I d'Angiò-Durazzo.

## Usi
La frase, attribuita da alcuni allo stesso Giulio Cesare, indica la grande ambizione al potere e alla fama di questo personaggio; il desiderio di primeggiare a tutti i costi.
Leopold Mozart, padre di Wolfgang Amadeus Mozart, scrisse questa frase in una lettera del febbraio 1778, nella quale cercava di convincere il figlio a troncare la sua relazione con la cantante Aloysia Weber e dedicarsi alla sua carriera, per la quale tutta la famiglia si stava sacrificando, al fine di raggiungere il primato musicale che gli spettava. 
O Cesare o nulla (in spagnolo "O César o nada") è un romanzo, scritto da Manuel Vázquez Montalbán, che ha per titolo il motto del duca Valentino.
Questa frase fu ripresa anche dal filosofo danese Søren Kierkegaard riferendosi alla "malattia mortale", vale a dire la disperazione, la quale va di pari passo con l'angoscia. Secondo Kierkegaard, il disperato è colui che vorrebbe intimamente essere Cesare ma essendo se stesso non può, cioè colui che vorrebbe essere migliore in ogni circostanza ma non riesce. Egli, in ultima istanza, coincide con il disperato che vorrebbe essere profondamente se stesso fino al pieno sviluppo delle sue capacità.
La frase viene anche pronunciata dal dittatore "Hynkel" (interpretato da Charlie Chaplin) nel film Il grande dittatore, durante la celebre scena del mappamondo.